# Strada statale 640 dir Raccordo di Pietraperzia

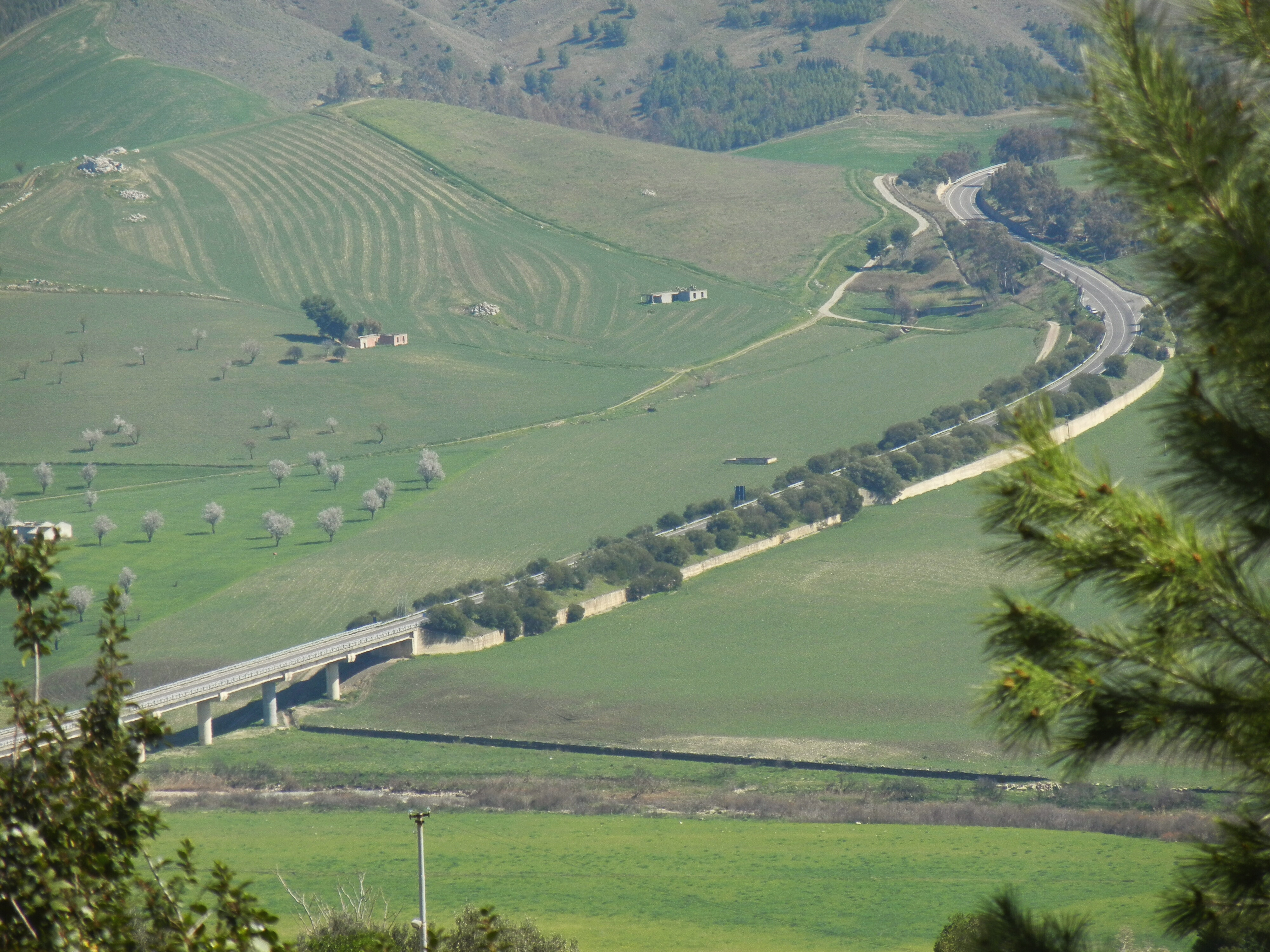
Un tratto del Raccordo di Pietraperzia

La strada statale 640 dir Raccordo di Pietraperzia (SS 640 dir), già nuova strada ANAS 346 Raccordo di Pietraperzia (NSA 346), è una strada statale italiana a scorrimento veloce che unisce la strada statale 640 Strada degli Scrittori con la strada statale 626 della Valle del Salso e si prolunga fino al centro di Pietraperzia.

## Storia
Venne classificata inizialmente come parte della strada statale 191 di Pietraperzia, andando a sostituire l'esistente tortuoso tracciato tra Caltanissetta e Pietraperzia che veniva declassificato e la gestione suddivisa tra comune di Caltanissetta, provincia di Caltanissetta e provincia di Enna..
Nel 2011 è stata provvisoriamente classificata come nuova strada ANAS 346 Raccordo di Pietraperzia (NSA 346), mentre l'attuale classificazione è datata 2012.

## Percorso
| Raccordo di Pietraperzia |                                                              |      |           |
| Tipo                     | Indicazione                                                  | km   | Provincia |
|                          | Strada degli Scrittori                                       | 0,0  | CL        |
|                          | Zona industriale di Caltanissetta Caltanissetta-Pietraperzia | 2,6  | CL        |
|                          | della Valle del Salso                                        | 8,4  | CL        |
|                          | di Pietraperzia per Caltanissetta                            | 15,4 | EN        |